# Saranciukî, Berejanî
Saranciukî (în ucraineană Саранчуки) este localitatea de reședință a comunei Saranciukî din raionul Berejanî, regiunea Ternopil, Ucraina.

## Demografie
Componența lingvistică a localității Saranciukî
     Ucraineană (99,79%)
     Alte limbi (0,11%)
Conform recensământului din 2001, majoritatea populației localității Saranciukî era vorbitoare de ucraineană (99,79%), existând în minoritate și vorbitori de alte limbi.